# 國防部電訊發展室
國防部電訊發展室（英語：Communication Development Office, MND-GSH），簡稱電展室，是中華民國國軍負責電訊偵蒐的情報機關，直屬國防部參謀本部；駐地位於新北市林口區，成立於1929年。

## 歷史
- 1928年10月，國民政府行政院財政部於上海設立一未賦名之電信單位，由溫毓慶領導。
- 1929年5月1日，由上海該單位調派人員至南京陸海空軍總司令部，由蔣中正親自指揮，名為「陸海空軍總司令部電務股」。
- 1932年一二八事變後，改制為「國民政府軍事委員會辦公廳機要室電務股」，由國民政府軍事委員會機要室主任毛慶祥指揮。
- 1940年4月1日，整併軍事委員會軍令第二廳第四處通信情報科、軍事委員會軍政部交通司研譯組、軍事委員會調查統計局交通隊、中央委員會調查統計電訊偵查機構、交通部電政司等電信單位，成立「軍事委員會技術研究室」。
- 1942年夏，將軍事委員會調查統計局人員劃出，成立「特種技術研究室」。
- 1946年7月1日，軍事委員會、軍政部、軍令部、軍訓部整編為國防部，原有各電信機構合編為「國防部第二廳第一司」。10月，改為「國防部第二廳技術研究室」。
- 1950年2月，隨中華民國政府遷至台灣。
- 1955年3月14日，改為「國防部技術研究室」。
- 1963年3月1日，技術研究室改組為「國防部電訊發展室」。
- 2004年，電展室主任李翔宙中將著手電展室近年來最大的一次改革，親自擬定改革計畫，下令將原本大型資訊庫形態轉化成有價值的情報蒐研單位。連美國國家安全局都曾兩度赴電展室取經，並學習電展室編成1個任務相似的電訊情報整合中心。國防部高層原想參觀美國國安局電訊情報整合中心，美軍情治高層即表示該單位為倣效國防部電展室所組成的。由於情報整合成效顯著，李翔宙主導將國防部電展室由新店搬到林口，擴展情整功能。[1]

## 歷任首長
| 圖像 | 姓名       | 學歷           | 任期       | 備註                     |
| ---- | ---------- | -------------- | ---------- | ------------------------ |
|      | 魏大銘中將 | 陸軍大學       | 1950－1963 | 技術研究室               |
|      | 金戈中將   | ?              | 1963－1972 | 正式改組為電訊發展室     |
|      | 金星俠少將 | 陸軍大學       | 1972－1978 | 退役文職簡任一級         |
|      | 程文華少將 | 中央軍校16期   | 1978－1986 | 退役文職簡任一級         |
|      | 黃焜麒中將 | 台灣大學預官   | 1986－1990 | 後擔任國安局科技中心主任 |
|      | 徐叔節中將 | 淡江大學預官   | 1990－1995 |                          |
|      | 蔡朝明中將 | 陸軍官校31期   | 1995－1997 | 後擔任國安局長           |
|      | 黃磊中將   | 陸軍官校35期   | 1997－1999 | 後擔任國安局副局長       |
|      | 李鐵倉中將 | 陸軍官校37期   | 1999－2003 |                          |
|      | 李翔宙中將 | 陸軍官校43期   | 2003－2006 | 後擔任國安局長           |
|      | 趙連弟中將 | 海軍官校63年班 | 2006－2007 |                          |
|      | 金壽豐中將 | 陸軍官校46期   | 2007－2007 | 後擔任中科院院長         |
|      | 葛廣明中將 | 空軍官校58期   | 2007－2008 |                          |
|      | 婁惕中將   | 陸軍官校47期   | 2008－2011 |                          |
|      | 張怒潮中將 | 陸軍官校44期   | 2011－2013 |                          |
|      | 陳文凡中將 | 陸軍官校52期   | 2013－2015 |                          |
|      | 劉得金中將 | 陸軍官校53期   | 2015－2018 | 後擔任陸軍第八軍團指揮官 |
|      | 郭先琛中將 | 陸軍官校53期   | 2018－2022 |                          |
|      | 郭治國中將 | 海軍官校77年班 | 2022－現任 |                          |